# John Coleman (musicien)
Pour l’article homonyme, voir John Coleman.
John A. Coleman est un chef d'orchestre britannique.

## Biographie
Coleman commence comme chef d'orchestre pour le film Services spéciaux, division K. Il devient superviseur musical pour Chantage à la drogue et Negatives et directeur musical de The Les Dawson Show.
Coleman est le chef d'orchestre pour le Royaume-Uni au Concours Eurovision de la chanson en 1980, 1981, 1983, 1984 et 1985.

## Filmographie partielle
- 1968 : Services spéciaux, division K
- 1968 : Chantage à la drogue
- 1968 : Negatives
- 1979 : Eagle's Wing
- 1980 : Le Complot diabolique du docteur Fu Manchu
- 1982 : Dark Crystal
- 1983 : Les Pirates de l'île sauvage
- 1984 : Best Revenge
- 1999 : Fish and Chips
- 2001 : Shrek
- 2001 : Rat Race
- 2002 : All or Nothing
- 2005 : Madame Henderson présente
- 2006 : Vol 93
- 2008 : Kung Fu Panda

## Source de la traduction
- (en) Cet article est partiellement ou en totalité issu de l’article de Wikipédia en anglais intitulé « John Coleman (musician) » (voir la liste des auteurs).